# Johannes Kemetter
Johannes Kemetter (* 1984 in Wien) ist ein österreichischer Schauspieler, Tänzer und Sänger.

## Leben
Johannes Kemetter studierte Kunstgeschichte, sowie Schauspiel, Tanz und Gesang in Wien. Zwischen 2012 und 2021 war er am Theater an der Wien, u. a. 2015 unter der Regie von Herbert Föttinger in Darius Milhauds La Mère Coupable oder 2019 unter der Regie von Sven-Eric Bechtolf in Henry Purcells King Arthur, als Schauspieler und Tänzer zu sehen. Seit 2015 ist er Teil des Ensembles beim Märchensommer Niederösterreich und Steiermark. Im selben Jahr wirkte er bei der Performance Under de si von Diego Bianchi und Luis Garay im Rahmen der Wiener Festwochen im brut im Wiener Künstlerhaus mit. 2016 gab er sein Debüt an der Wiener Kammeroper in Engelbert Humperdincks Oper Hänsel und Gretel. 2017 war er Kandidat in der Castingshow Deutschland sucht den Superstar. Am Theater in der Josefstadt wirkte er 2017 in Friedrich Schillers Maria Stuart mit. Seit 2017 ist er als Schauspieler am Theater Forum Schwechat zu sehen. In der Spielzeit 2021/22 war Kemetter in der Rolle des Danis in der Kinderoper Die Entführung ins Zauberreich unter der Regie von Nina Blum an der Wiener Staatsoper zu sehen. Im Sommer 2023 spielt er die Rolle des Prinz Felix in Rapunzel – neu frisiert beim Märchensommer Niederösterreich. Kemetter verkörpert beim Märchensommer NÖ 2024 im Wandermärchentheaterstück Der gestiefelte Kater – neu geschnurrt die Rolle des Bösewichts.

## Kabarett
Zusammen mit Benjamin Slamanig führte Kemetter 2021 die kabarettistischen Kunstfiguren „Die Supertanten“, bestehend aus den beiden Drag-Figuren Gerlinde Dalkner und Annemarie Podocnik, auf der Bühne auf. Bekanntheit erlangte dieses Duo durch seine Teilnahme in der ORF-Fernsehshow Die Große Chance – Sing and dance 2024. Ihr dortiger Auftritt kam in die 2. Runde.